# Баимак (Бакау)
Баимак (рум. Băimac) насеље је у Румунији у округу Бакау у општини Извору Берхечулуј. Oпштина се налази на надморској висини од 354 m.

## Становништво
Према подацима из 2002. године у насељу је живело 160 становника, од којих су сви румунске националности.